# Notre-Dame-de-Bondeville
Notre-Dame-de-Bondeville è un comune francese di 7 155 abitanti situato nel dipartimento della Senna Marittima nella regione della Normandia.

## Società

### Evoluzione demografica
Abitanti censiti